# سمارو
سمارو (به انگلیسی: Samaro) یک تعلقه یا تحصیل در پاکستان است که در ناحیه میرپور خاص واقع شده‌است. سمارو ۱۱ متر بالاتر از سطح دریا واقع شده‌است.